# جرمانو ماتسوکتی
جرمانو ماتسوکتی (ایتالیایی: Germano Mazzocchetti؛ ‏ زادهٔ ۲ دسامبر ۱۹۵۲) موسیقی‌دان و آهنگساز اهل ایتالیا است.
از فیلم‌ها و مجموعه‌های تلویزیونی که وی در آن‌ها نقش داشته‌است، می‌توان به و اینک سکس و افسران پلیس اشاره نمود.